# 安塔 (姓)
安塔，姓。以下知名人物使用此姓：
- 埃罗·安塔（1934－），医生。
- 里库·安塔（1959－2016），教授。